# Ропотамо (рамсарско място)
Вижте пояснителната страница за други значения на Ропотамо.
Ропотамо е рамсарско място в Югоизточна България, едно от най-старите в страната.
Рамсарското място е създадено под името Аркутино на 24 септември 1975 под №65 и има площ 97 хектара като обхваща блатото Аркутино. В 2002 година площта му е увеличена на 5500 хектара и е наречено Рамсарско място Ропотамо. В него влизат 7 защитени територии от различен вид:
- Резерватът Ропотамо, включващ влажните зони в устието на едноименната река Ропотамо и блатото Аркутино;
- Поддържаният резерват Вельов вир;
- Защитената местност блато Стомопло;
- Природната забележителност блато Алепу;
- Природната забележителност дюни Алепу;
- Природната забележителност Маслен нос.

Границите на рамсарското място са Черно море на изток, линията за високо напрежение на запад, град Приморско на юг и вилно селище Дюни на север. То обхваща няколко различни хабитати – течение и устие на река, заливни гори, сладководни лагуни, бракични лагуни, пясъчни дюни, скално крайбрежие. В него живеят 7 застрашени птичи видове, 2 вида растения и 7 вида бозайници.